# Talisayan
Talisayan (Bayan ng Talisayan) är en kommun i Filippinerna. Kommunen ligger på ön Mindanao, och tillhör provinsen Misamis Oriental. Folkmängden uppgår till 19 959 invånare.

## Barangayer
Talisayan är indelat i 18 barangayer.
| - Bugdang - Calamcam - Casibole - Macopa - Magkarila - Mahayag - Mandahilag - Mintabon - Pangpangon | - Poblacion - Pook - Punta Santiago - Puting Balas - San Jose - Santa Ines - Sibantang - Sindangan - Tagbocboc |